# 彻代
彻代，是匈牙利佐洛州所辖的一个村，总面积10.61平方公里，总人口74，人口密度7.0人/平方公里（2010年1月1日）。